# Hauenreuth (Ködnitz)

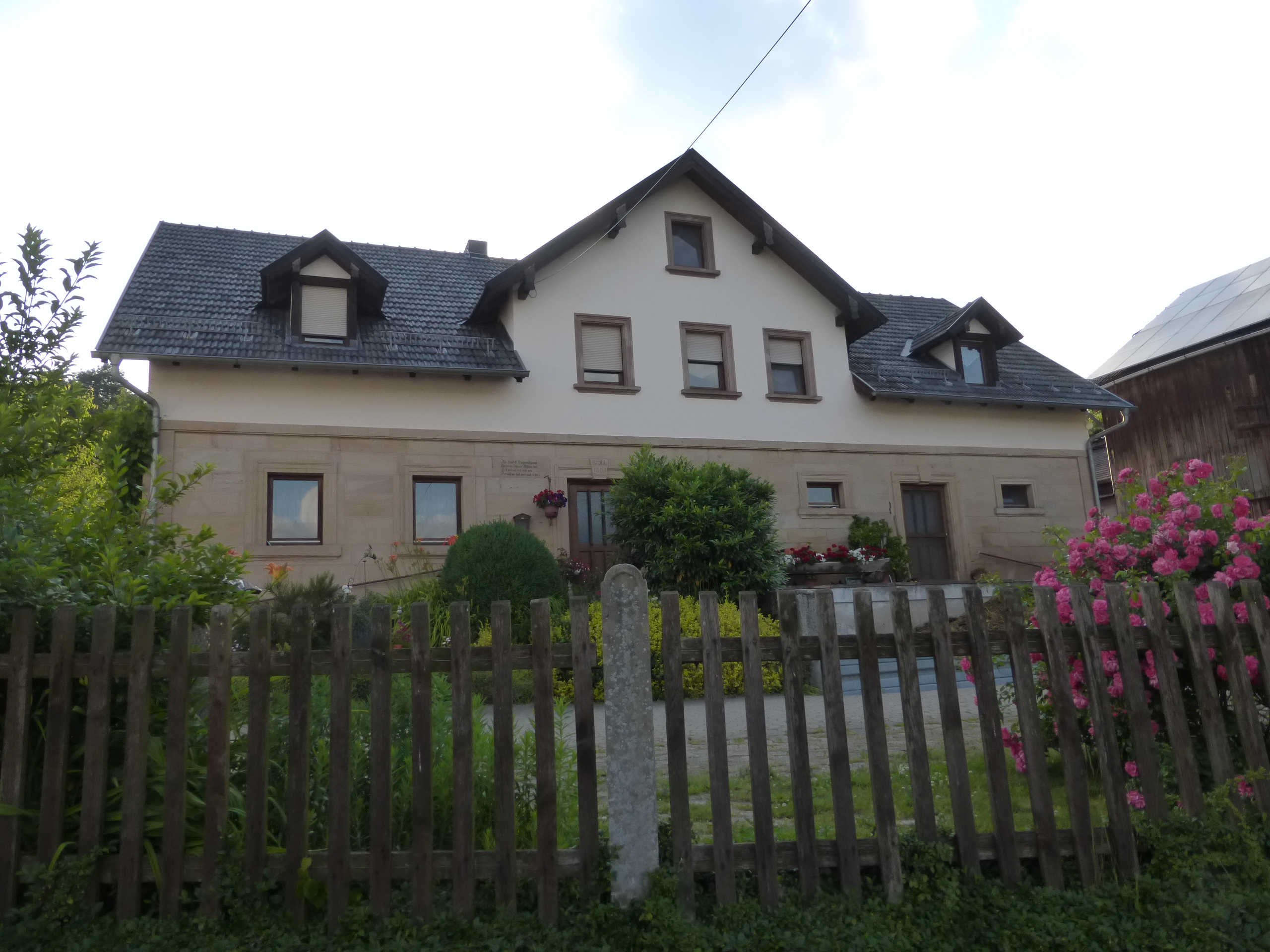
Wohnstallhaus Hauenreuth 3

Hauenreuth (oberfränkisch: Haua-raad) ist ein Gemeindeteil der Gemeinde Ködnitz im Landkreis Kulmbach (Oberfranken, Bayern). Hauenreuth liegt in der Gemarkung Ködnitz.

## Geographie
Der Weiler liegt in einer Rodungsinsel am Fuße des Rangen, einem Höhenrücken des Obermainischen Hügellandes. Im Westen liegt der Kulmbacher Forst und im Süden die Hag. Ein Anliegerweg führt nach Fölschnitz (0,3 km nördlich).

## Geschichte
Der Ort wurde 1398 als „Hawenrewt“ erstmals urkundlich erwähnt. Das Bestimmungswort ist houwen (mhd. für hauen), das Grundwort ist rewt (mhd. für Rodung). Der Ortsname weist also im doppelten Sinne darauf hin, dass der Siedlungstätigkeit eine Rodung vorausgegangen war.
Gegen Ende des 18. Jahrhunderts bestand Hauenreuth aus 4 Anwesen (2 Achtelhöfe, 1 Zwölftelhof, 1 Gütlein). Das Hochgericht übte das bayreuthische Stadtvogteiamt Kulmbach aus. Dieses hatte zugleich die Dorf- und Gemeindeherrschaft. Der Markgräfliche Lehenhof Bayreuth war Grundherr sämtlicher Anwesen.
Von 1797 bis 1810 unterstand der Ort dem Justiz- und Kammeramt Kulmbach. Mit dem Gemeindeedikt wurde Hauenreuth dem 1811 gebildeten Steuerdistrikt Tennach und der 1812 gebildeten gleichnamigen Ruralgemeinde zugewiesen. 1818 wurde der Gemeindesitz nach Ködnitz verlegt und die Gemeinde dementsprechend umbenannt.

### Baudenkmäler
- Hauenreuth 3: Wohnstallhaus

### Einwohnerentwicklung
| Jahr      | 001818 | 001861 | 001871 | 001885 | 001900 | 001925 | 001950 | 001961 | 001970 | 001987 |
| Einwohner | *      | 21     | 27     | 30     | 13     | 19     | 31     | 20     | 22     | 24     |
| Häuser    | *      |        |        | 4      | 3      | 3      | 3      | 3      |        | 5      |
| Quelle    | [ 8 ]  | [ 11 ] | [ 12 ] | [ 13 ] | [ 14 ] | [ 15 ] | [ 16 ] | [ 17 ] | [ 18 ] | [ 1 ]  |

## Religion
Hauenreuth ist seit der Reformation evangelisch-lutherisch geprägt und nach St. Petrus (Kulmbach) gepfarrt.